# Goúrnes (Héraklion)
Goúrnes, en grec moderne : Γούρνες, est un village du dème de Héraklion, dans le district régional de Héraklion, de la Crète, en Grèce. Selon le recensement de 2011, la population de Goúrnes compte 639 habitants.